# Auguste Arthur de la Rive
Auguste Arthur de la Rive (Genf, 1801. október 9. – Marseille, 1873. november 27.) svájci fizikus, Charles-Gaspard de la Rive orvos fia.

## Élete
A genfi akadémián a fizika tanára volt. Különösen az elektromosságra és mágnességre vonatkozó kísérleteket, de fontos kutatásokat tett a gázok hőtanának terén is. Megvizsgálta a földkéreg hőmérsékletét és érdekes megfigyeléseket tett az északi fényre nézve. De la Rive 1828-ban foglalkozott először azon gondolattal, hogy lehetséges-e ezüstöt vagy rezet galvánáram segítségével arannyal bevonni, ami által a galvanoplasztikát hathatósan előremozdította. 1836-tól 1844-ig a Bibliothèque universelle de Genève folyóiratot szerkesztette és annak pótlékául az Archives de l'électricité címűt.

## Művei
- Traité de l'électricité théorique et appliquée (Párizs, 1854, 58 köter)
- Az idősebb De Candolle életrajza (Genf, 1851)

Ezeken kívül számos kisebb-nagyobb értekezést is írt.